# LXDE
LXDE est un environnement de bureau libre pour les systèmes de type Unix, tels que Linux ou BSD. Le nom LXDE est l'acronyme de « Lightweight X11 Desktop Environment » (environnement de bureau X11 léger).
Le projet LXDE a fusionné avec Razor-qt pour donner LXQt. LXQt remplace dorénavant LXDE, qui n'est plus maintenu depuis 2021.
Lubuntu utilise LXQt depuis la version 18.10, en remplacement de LXDE, qui n'est plus pris en charge.

## Présentation
Le projet a été lancé en 2006 par le programmeur Taïwanais Hong Jen Yee, également connu sous le nom de PCMan, lorsqu'il a publié PCMan File Manager, un nouveau gestionnaire de fichiers et également le premier module de LXDE.

LXDE a pour but de proposer un nouvel environnement de bureau léger, rapide et utilisant peu de ressources, au détriment du nombre de fonctionnalités. Il se veut modulaire : ses composants dépendent peu les uns des autres.

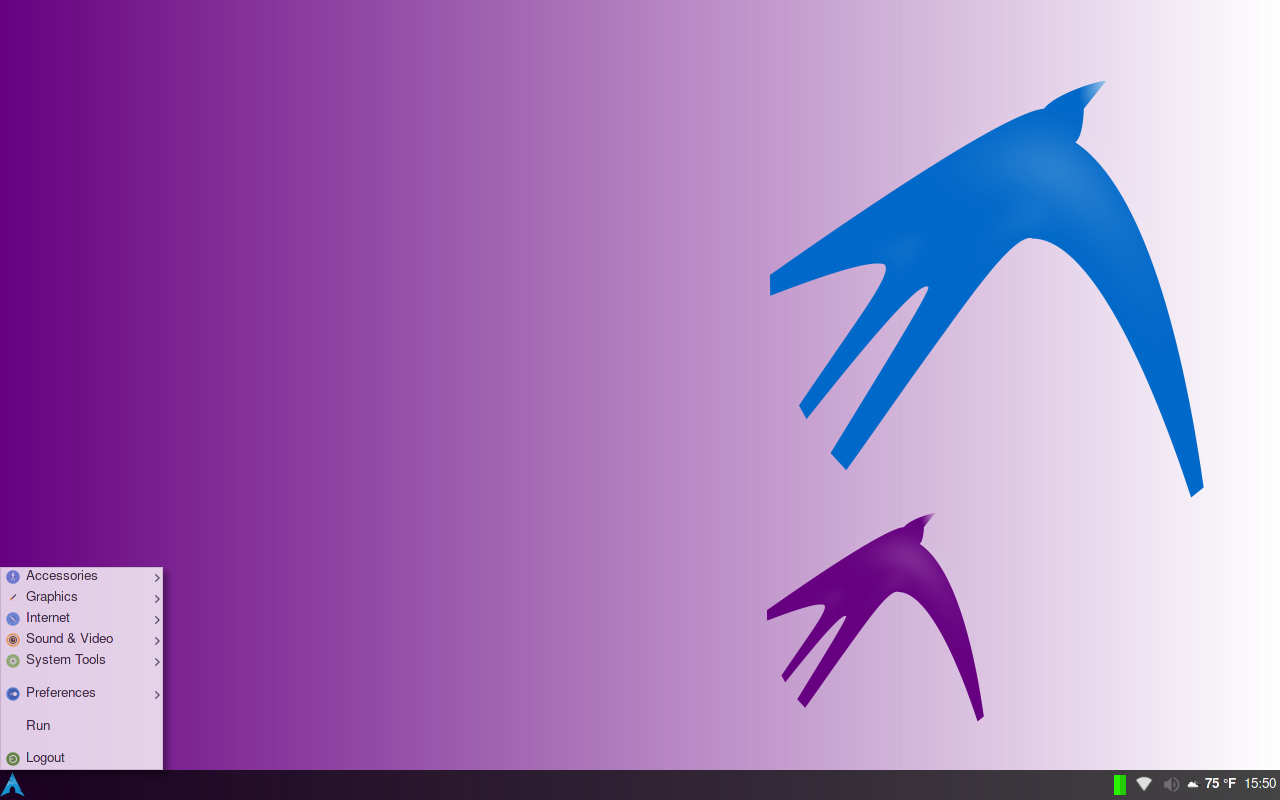
Bureau tel qu'affiché dans un environnement LXDE sous Arch Linux

Le projet a fusionné avec Razor-qt pour donner LXQt lorsque la décision fut prise par le développeur principal de migrer de la bibliothèque GTK+ à Qt. Les deux projets ayant les mêmes objectifs communs et utilisant la même bibliothèque, les équipes se sont regroupées autour d'un projet commun. Ainsi, LXDE n'est plus développé activement mais restera actif et sera mis à jour tant que LXQt ne sera pas assez stable pour le remplacer définitivement.

## Composants

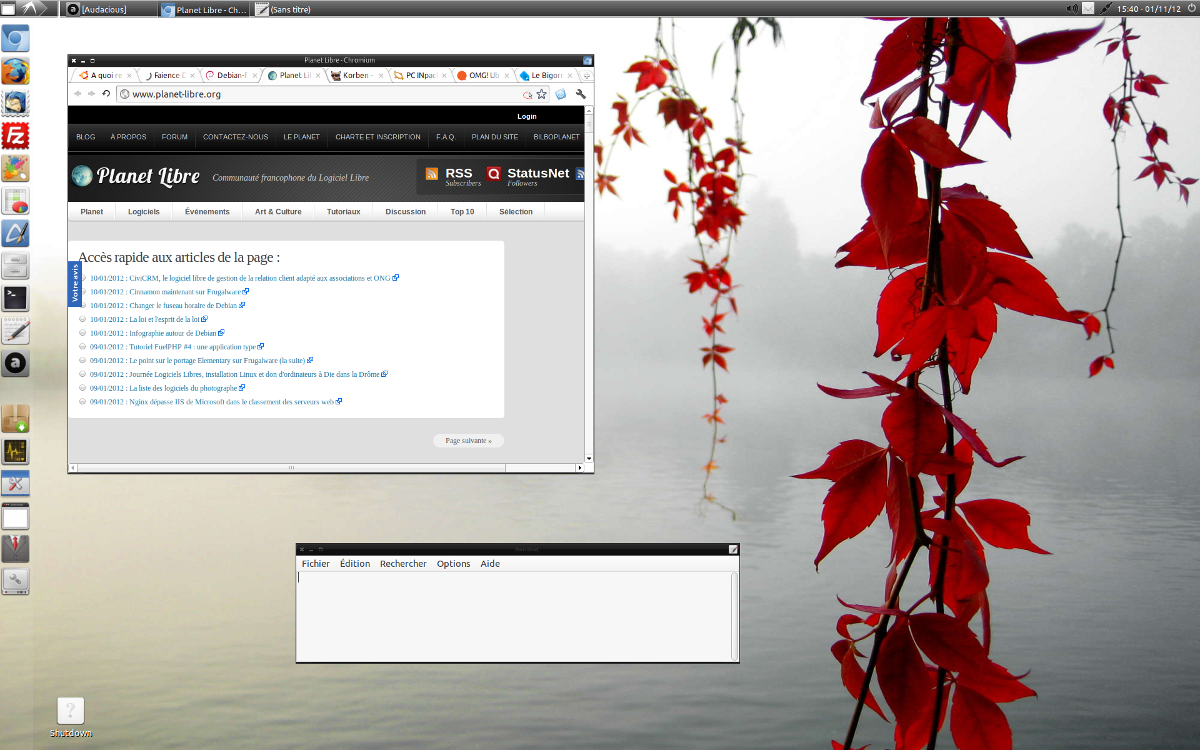
LXDE avec 2 panels - le panel du haut contient le menu, la barre de tâche, le calendrier et les notifications. Le panel de gauche, transparent, ne contient qu'une barre de lancement des applications. Pack d'icônes : Faenza.

LXDE utilise GTK+ modifié pour une plus grande rapidité, mais depuis juillet 2013, une migration vers Qt est en cours, à la suite d'un rapprochement avec le projet Razor-Qt. Son gestionnaire de fenêtres par défaut est Openbox, et son gestionnaire de fichiers par défaut PCMan File Manager.
Cet environnement de bureau comporte également d'autres modules :
Le plus visible est LXPanel. Ce module affiche une ou plusieurs barres (on peut facilement en ajouter), appelées panels, tableaux de bord ou panneaux de bureau. Ces barres peuvent contenir (via un clic droit) des applets diverses : une barre de tâche, une gestion du son, un calendrier, un menu des logiciels installés, un lanceur d'application (qui affiche ses programmes favoris, et évite de passer par le menu)...
On trouve également d'autres modules système essentiels pour un environnement de bureau, comme le gestionnaire de session LXSession, le gestionnaire de thèmes LXAppearance, le gestionnaire de tâches LXTask (pour afficher les programmes actifs, leur charge mémoire et leur utilisation du CPU) et le gestionnaire de réseau sans fil (pour Linux) LXNM.
Enfin on trouve des utilitaires dédiés à l'utilisateur pour des tâches de base : le gestionnaire d'archives et de fichiers compressés xarchiver, la visionneuse d'images GPicView, l'émulateur de terminal LXTerminal et l'éditeur de texte leafpad.

## Distributions proposant LXDE
- Archlinux
- Aurora (operating system) (en) dans sa déclinaison LXDE (auparavant nommé Eeebuntu LXDE)
- OpenSUSE
- Gentoo
- Debian depuis Lenny
- Emmabuntüs pour le reconditionnement des ordinateurs donnés aux associations humanitaires[4]
- gOS, distribution promouvant les applications Google, utilisant GNOME mais aussi des composants de LXDE[5]
- Fedora 10 Cambridge et versions supérieures
- Frugalware
- Greenie, distribution basée sur Ubuntu proposant les environnements de bureau LXDE et GNOME
- Knoppix depuis la v6.0
- Lubuntu jusqu'à la version 18.04 (variante d'Ubuntu intégrant LXDE comme environnement de bureau)
- Linux Mint LXDE jusqu'à la version 11 (2011) puis interrompu[6]
- Lxpup basée sur Puppy Linux Precise 5.4 et Slacko[7]
- Mageia Depuis la version 1
- Mandriva Linux depuis la version 2009.0
- Manjaro, distribution basée sur Archlinux
- moon OS (en) (†), distribution avec LXDE comme bureau par défaut, basée sur Ubuntu
- Myah OS 3.0 "Box edition" (cessée en 2008[8])
- NuTyX, distribution inspirée de Linux From Scratch.
- Peppermint Linux OS (en)
- PUD, live-CD installable basé sur Ubuntu
- Raspbian
- Rosa Linux LXDE supporte pour la première fois LXDE depuis 2012 en version LTS[9]
- SliTaz GNU/Linux, petit live-CD[10]
- TinyMe (en) (†), petite distribution basée sur PCLinuxOS
- Trisquel dans sa déclinaison "Trisquel Mini"[11]
- U-lite, distribution dérivée d'Ubuntu[12]
- VectorLinux (en) Light[13]
- WattOS
- Zentyal depuis la version 2.0[14]
- Zorin OS Lite (jusqu'à sa version 11, 2016)[15], Variante Ubuntu avec le look de Windows[16]

Note : le site web DistroWatch permet de trier les distributions qu'il répertorie par environnement de bureau ("Desktop interface : LXDE").

## Quelques captures d'écran

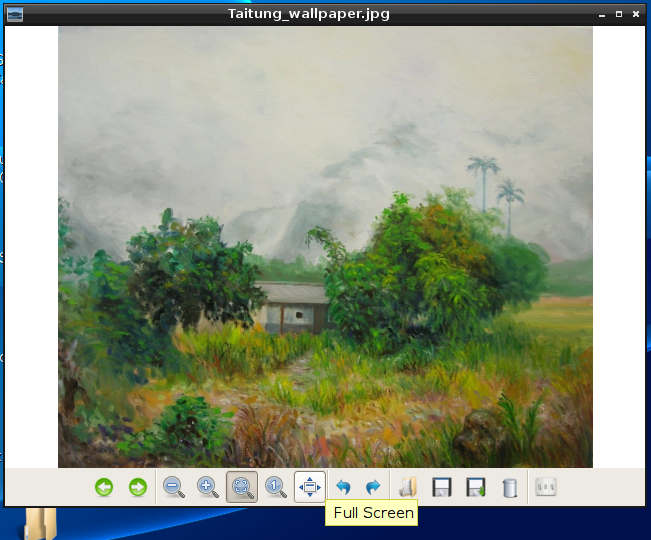
GPicView
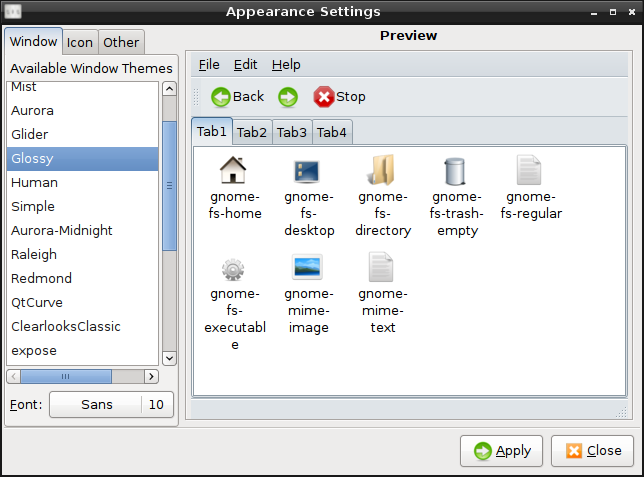
Configuration de l'apparence
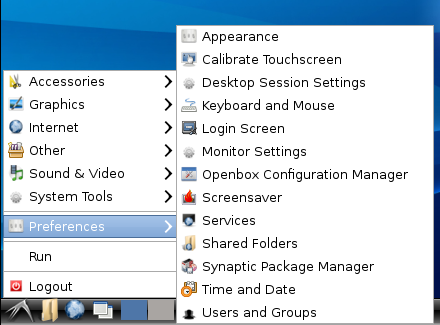
Menu des applications
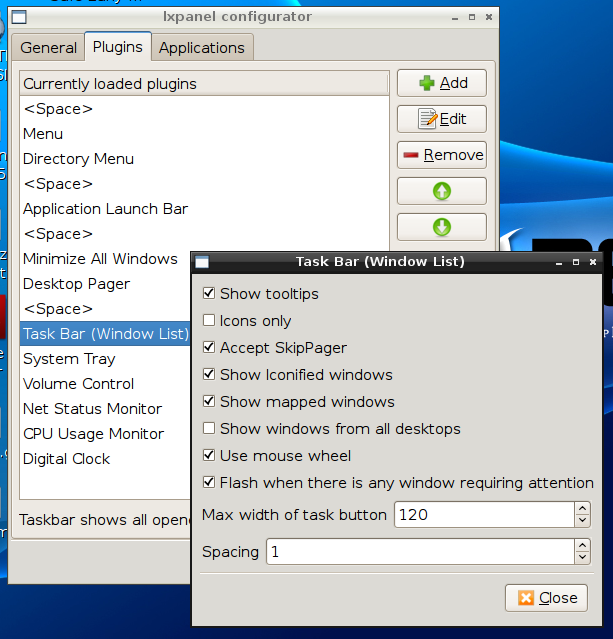
Configuration de LXPanel
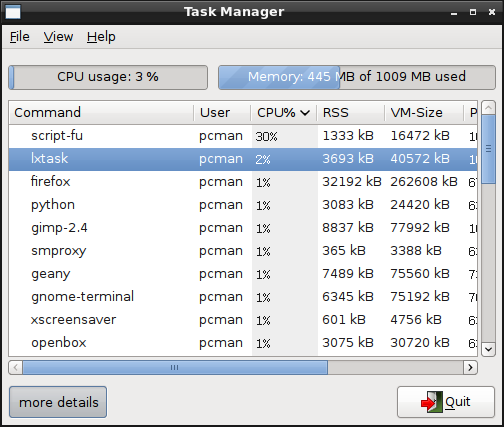
Gestionnaire de tâches
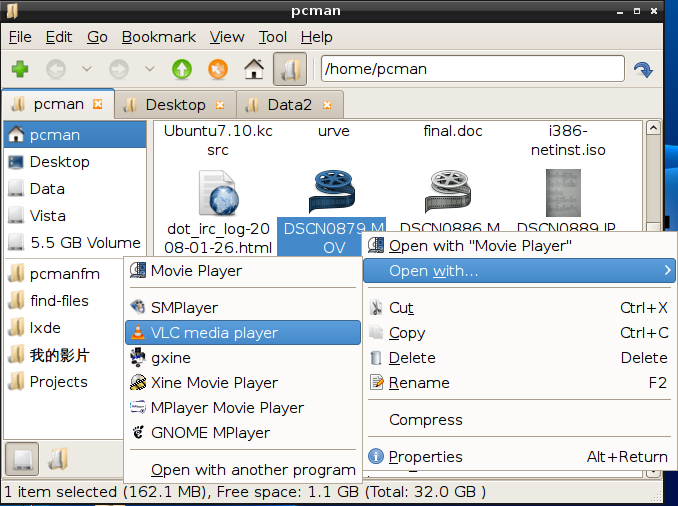
PCMan File Manager
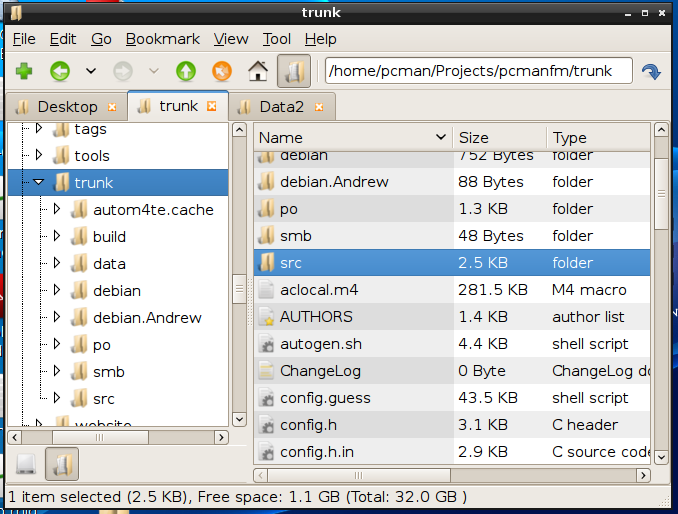
PCMan File Manager
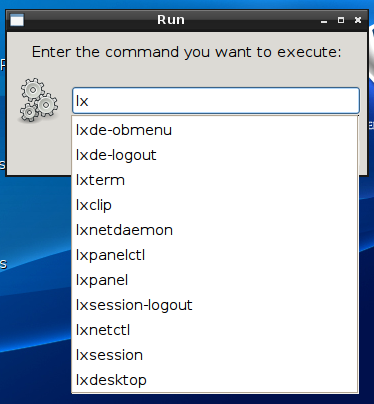
Lanceur de commandes